# باید آنجا باشم (ترانه)
«باید آنجا باشم» (به انگلیسی: Got to Be There) نام تک‌آهنگی از مایکل جکسون است. این ترانه که در ۱۳ سالگی او منتشر شد و اولین تک‌آهنگ مایکل جکسون به عنوان یک تک خوان بود. این آهنگ در رتبهٔ ۴ جدول ۱۰۰ آهنگ داغ بیلبورد و ۵ جدول تک‌آهنگ‌های انگلستان قرار گرفت.
پس از مایکل جکسون از این ترانه کاورهای بسیاری انجام شد که از آن جمله کاور گروه بویز تو من در آلبوم سال ۲۰۰۷ بود.